# Ñangapiré
Ñangapiré ist eine Ortschaft in Uruguay.

## Geographie
Ñangapiré befindet sich auf dem Gebiet des Departamento Cerro Largo in dessen Sektor 1. Der Ort liegt im zentralen Teil des Departamentos nördlich von Arachania, südsüdwestlich von La Pedrera sowie südsüdöstlich von Hipódromo.

## Infrastruktur
Ñangapiré liegt an der Ruta 8.

## Einwohner
Ñangapiré hatte bei der Volkszählung im Jahre 2011 fünf Einwohner, davon drei männliche und zwei weibliche. Bei den vorhergehenden Volkszählungen von 1963 bis 2004 wurden für den Ort keine statistischen Daten erfasst.
| Jahr | Einwohner |
| ---- | --------- |
| 1963 | -         |
| 1975 | -         |
| 1985 | -         |
| 1996 | -         |
| 2004 | -         |
| 2011 | 5         |

Quelle: Instituto Nacional de Estadística de Uruguay